# Weerstatistieken maart Nederland en België
Deze pagina bevat de gemiddelde waarden en de uitzonderlijke gebeurtenissen op weergebied in de maand maart in Nederland en België, zoals geregistreerd door respectievelijk de KNMI-weerstations in Nederland en het KMI in Ukkel, België.

## Weerstatistieken maand maart in Nederland 1901-2024

### Gemiddelden
Langjarige gemiddelden in het tijdvak 1991-2020.
|                                                  | De Bilt | Eelde | Rotterdam | Maastricht |
| ------------------------------------------------ | ------- | ----- | --------- | ---------- |
| Gemiddelde temperatuur in graden Celsius         | 6,5     | 5,5   | 6,7       | 6,6        |
| Gemiddelde minimumtemperatuur in graden Celsius  | 2,4     | 1,4   | 2,7       | 2,7        |
| Gemiddelde maximumtemperatuur in graden Celsius  | 10,5    | 9,5   | 10,3      | 10,7       |
| Dagen met max temperatuur > 20 C                 | 0,2     | 0,2   | 0,1       | 0,5        |
| Gemiddelde relatieve vochtigheid in procenten    | 79,4    | 82,8  | 80,6      | 77,7       |
| Gemiddelde neerslagduur in procenten van de tijd | 7,5     | 7,9   | 7,3       | 8,1        |
| Gemiddelde neerslaghoeveelheid in mm             | 57,8    | 54,1  | 56,5      | 54,6       |
| [ 1 ]                                            |         |       |           |            |

### Extremen
Hieronder volgen ranglijsten voor de hoogste en laagste gemiddelde temperatuur, de grootste en laagste neerslagsom en het grootste en laagste aantal uren zonneschijn, zoals gemeten op het KNMI-station in De Bilt tussen 1901 en 2024. De lijst van maandrecords is samengesteld uit de beschikbare gegevens van de genoemde stations.
| #     | Hoogste gemiddelde temperatuur in °C | Hoogste gemiddelde temperatuur in °C | Grootste neerslagsom in mm | Grootste neerslagsom in mm | Grootste aantal uren zonneschijn | Grootste aantal uren zonneschijn | #   |
| ----- | ------------------------------------ | ------------------------------------ | -------------------------- | -------------------------- | -------------------------------- | -------------------------------- | --- |
| 1.    | 2024                                 | 9,0                                  | 1914                       | 138,6                      | 2022                             | 259,2                            | 1.  |
| 2.    | 1991                                 | 8,8                                  | 1981                       | 134,4                      | 2025                             | 252,0                            | 2.  |
| 3.    | 2017                                 | 8,6                                  | 1998                       | 116,5                      | 2014                             | 202,7                            | 3.  |
| 4.    | 1990                                 | 8,5                                  | 1989                       | 114,4                      | 2003                             | 198.9                            | 4.  |
| 5.    | 2014                                 | 8,4                                  | 1988                       | 109,6                      | 1931                             | 194,6                            | 5.  |
| 6.    | 1957                                 | 8,4                                  | 2019                       | 104,3                      | 1993                             | 192,9                            | 6.  |
| 7.    | 2012                                 | 8,3                                  | 2006                       | 104,3                      | 2020                             | 185,5                            | 7.  |
| 8.    | 1989                                 | 8,2                                  | 2023                       | 100,6                      | 2011                             | 185,3                            | 8.  |
| 9.    | 1981                                 | 8,1                                  | 1947                       | 97,6                       | 1995                             | 182,1                            | 9.  |
| 10.   | 2019                                 | 8,0                                  | 1979                       | 97,5                       | 1972                             | 177,6                            | 10. |
| #     | Laagste gemiddelde temperatuur in °C | Laagste gemiddelde temperatuur in °C | Kleinste neerslagsom in mm | Kleinste neerslagsom in mm | Kleinste aantal uren zonneschijn | Kleinste aantal uren zonneschijn | #   |
| 1.    | 1955                                 | 1,9                                  | 2025                       | 2,0                        | 1981                             | 45,9                             | 1.  |
| 2.    | 1917                                 | 1,9                                  | 1929                       | 7,1                        | 1980                             | 60,7                             | 2.  |
| 3.    | 1962                                 | 2,0                                  | 1996                       | 10,8                       | 1966                             | 63,0                             | 3.  |
| 4.    | 1969                                 | 2,2                                  | 1993                       | 10,8                       | 2001                             | 63,3                             | 4.  |
| 5.    | 1987                                 | 2,3                                  | 1931                       | 11,0                       | 1901                             | 69,1                             | 5.  |
| 6.    | 1958                                 | 2,3                                  | 1922                       | 14,2                       | 1988                             | 69,4                             | 6.  |
| 7.    | 1931                                 | 2,4                                  | 1953                       | 15,1                       | 1904                             | 69,9                             | 7.  |
| 8.    | 2013                                 | 2,5                                  | 1936                       | 15,9                       | 1975                             | 70,0                             | 8.  |
| 9.    | 1971                                 | 2,7                                  | 1943                       | 17,2                       | 1954                             | 70,6                             | 9.  |
| 10.   | 1964                                 | 2,7                                  | 1945                       | 19,1                       | 1912                             | 71,8                             | 10. |
| [ 2 ] |                                      |                                      |                            |                            |                                  |                                  |     |

| | Officiële records                           | Officiële records | Officiële records |  | Landelijke records        | Landelijke records | Landelijke records                                                                            |
| Gebeurtenis | Datum                                       | Extreem           | Locatie           |  | Datum                     | Extreem            | Locatie                                                                                       |
| --- | ------------------------------------------- | ----------------- | ----------------- |  | ------------------------- | ------------------ | --------------------------------------------------------------------------------------------- |
| Laagste etmaalgemiddelde temperatuur (°C) | 6 maart 1971                                | −7,2              | De Bilt           |  | 6 maart 1971              | −9,9               | Leeuwarden                                                                                    |
| Hoogste etmaalgemiddelde temperatuur (°C) | 30 maart 2017                               | 15,7              | De Bilt           |  | 28 maart 1989             | 16,9               | Maastricht                                                                                    |
| Laagste minimumtemperatuur (°C) | 4 maart 2005                                | −14,4             | De Bilt           |  | 4 maart 2005              | −20,7              | Marknesse                                                                                     |
| Hoogste minimumtemperatuur (°C) | 30 maart 1998                               | 12,6              | De Bilt           |  | 25 maart 1981             | 12,8               | Eindhoven                                                                                     |
| Laagste maximumtemperatuur (°C) | 6 maart 1942                                | −4,8              | De Bilt           |  | 6 maart 1942              | −5,8               | Eelde                                                                                         |
| Hoogste maximumtemperatuur (°C) | 29 maart 1968                               | 23,9              | De Bilt           |  | 31 maart 2021             | 26,1               | Arcen                                                                                         |
| Hoogste uurgemiddelde windsnelheid (m/s) | 1 maart 1949                                | 25,2              | De Bilt           |  | 1 maart 1949              | 29,8               | De Kooy                                                                                       |
| Hoogste windstoot (m/s) | 30 maart 1953                               | 28,8              | De Bilt           |  | 24 maart 1978             | 44,8               | Cadzand                                                                                       |
| Langste zonneschijnduur (uur) | 30 maart 1977, 31 maart 1997, 31 maart 2020 | 12,0              | De Bilt           |  | 31 maart 2020             | 12,2               | Gilze-Rijen, Hupsel                                                                           |
| Langste neerslagduur (uur) | 9 maart 2013                                | 24,0              | De Bilt           |  | 2 maart 2005 9 maart 2013 | 24,0               | Hoogeveen Cabauw, De Bilt, Hoek van Holland, Rotterdam, Schiphol, Valkenburg ZH, Wijk aan Zee |
| Hoogste etmaalsom van de neerslag (mm) | 22 maart 1946                               | 39,1              | De Bilt           |  | 22 maart 1946             | 39,1               | De Bilt                                                                                       |
| Laagste etmaalgemiddelde relatieve vochtigheid (%) | 24 maart 2013                               | 31                | De Bilt           |  | 24 maart 2013             | 30                 | Deelen                                                                                        |
| Laagste uurwaarde luchtdruk op zeeniveau (hPa) | 24 maart 1986                               | 970,2             | De Bilt           |  | 24 maart 1986             | 963,5              | Leeuwarden                                                                                    |
| Hoogste uurwaarde luchtdruk op zeeniveau (hPa) | 18 maart 2022                               | 1045,0            | De Bilt           |  | 18 maart 2022             | 1047,5             | Leeuwarden                                                                                    |
| Officiële records worden altijd gemeten op het KNMI-weerstation in De Bilt. Landelijke records kunnen worden gemeten op elk officieel KNMI-weerstation in Nederland. |                                             |                   |                   |  |                           |                    |                                                                                               |

### Uitzonderlijke gebeurtenissen
- 2022 - Landelijk record zonuren gemiddeld 245 uur. Landelijk droogste maart sinds het begin van de metingen met gemiddeld 9 mm neerslag.[4]

## Weerstatistieken maand maart in België 1833-heden

### Gemiddelden
Vanaf 2011 werden de nieuwe normale waarden opnieuw berekend op basis van de gemiddelde metingen in Ukkel over de referentieperiode 1980-2010.
De oude normalen hebben verschillende referentieperiodes.
De records gelden vanaf de oude referentieperiodes tot heden.
|                                     | normaal (oud) | normaal (nieuw) | record + | jaar | record - | jaar |
| ----------------------------------- | ------------- | --------------- | -------- | ---- | -------- | ---- |
| Luchtdruk in hPa                    | 1014,9        | 1015,7          | 1029,5   | 1953 | 1001,6   | 1909 |
| Gemiddelde windsnelheid in m/s      | 4             | 3,8             | 5,1      | 1914 | 3        | 1929 |
| Zonneschijnduur in hh:mi            | 114           | 114             | 206      | 1931 | 47       | 1980 |
| Gemiddelde temperatuur in °C        | 5,9           | 6,8             | 9,6      | 2017 | -1,6     | 1845 |
| Gemiddelde maximumtemperatuur in °C | 9             | 10,4            | 13,9     | 1938 | 5,4      | 1917 |
| Gemiddelde minimumtemperatuur in °C | 2,2           | 3,1             | 6,4      | 1981 | -0,9     | 1955 |
| Relatieve vochtigheid in %          | 79,2          | 79              | 89       | 1917 | 69       | 1918 |
| Gemiddelde dampdruk in hPa          | 7,3           | 7,9             | 9,6      | 1981 | 4,8      | 1845 |
| Neerslagtotaal in mm                | 53,6          | 70              | 140,5    | 2008 | 4,2      | 1993 |
| Neerslagdagen in d                  | 18            | 17,8            | 29       | 1888 | 3        | 1993 |
| [ 5 ] [ 6 ]                         |               |                 |          |      |          |      |

### Extremen
Overzicht van de hoogste en laagste 5 waarden voor de maand maart vanaf 1833 voor gemiddelde temperatuur, neerslaghoeveelheid en aantal neerslagdagen en vanaf 1887 voor zonneschijnduur in Ukkel.
|                        | Gemiddelde temperatuur | Gemiddelde temperatuur | Zonneschijnduur | Zonneschijnduur | Neerslaghoeveelheid | Neerslaghoeveelheid | Aantal neerslagdagen | Aantal neerslagdagen |
|                        | Jaar                   | °C                     | Jaar            | uren            | Jaar                | mm                  | Jaar                 | dagen                |
| ---------------------- | ---------------------- | ---------------------- | --------------- | --------------- | ------------------- | ------------------- | -------------------- | -------------------- |
| Hoogste waarden        |                        |                        |                 |                 |                     |                     |                      |                      |
| 2017                   | 9,6                    | 1931                   | 206             | 2008            | 140,5               | 1888                | 29                   |                      |
| 1991                   | 9,5                    | 2011                   | 204             | 1988            | 138,1               | 1975                | 28                   |                      |
| 1957                   | 9,5                    | 1933                   | 202             | 1979            | 130,7               | 1947                | 28                   |                      |
| 2014                   | 9,3                    | 2014                   | 197             | 1986            | 126,3               | 1979                | 28                   |                      |
| 1989                   | 9,1                    | 2003                   | 195             | 1914            | 124,6               | 1988                | 28                   |                      |
| Normale waarde (oud)   |                        | 5,5                    |                 | 122             |                     | 53,6                |                      | 18                   |
| Normale waarde (nieuw) |                        | 6,8                    |                 | 114             |                     | 70,0                |                      | 17,8                 |
| Laagste waarden        |                        |                        |                 |                 |                     |                     |                      |                      |
| 1837                   | 1,3                    | 1981                   | 62              | 1936            | 16,9                | 1948                | 9                    |                      |
| 1865                   | 1,0                    | 1904                   | 59              | 1953            | 9,5                 | 1953                | 8                    |                      |
| 1883                   | 0,8                    | 1975                   | 50              | 1854            | 7,0                 | 2011                | 7                    |                      |
| 1853                   | 0,8                    | 1988                   | 48              | 1929            | 5,6                 | 1938                | 7                    |                      |
| 1845                   | -1,6                   | 1980                   | 47              | 1993            | 4,2                 | 1993                | 3                    |                      |
| [ 15 ]                 |                        |                        |                 |                 |                     |                     |                      |                      |

### Uitzonderlijke gebeurtenissen
Deze zijn in België:
- 1845 - Het is de koudste maand maart ooit met een gemiddelde temperatuur van -1,6 °C.
- 1903 - In Ukkel is de maand maart van dit jaar warmer dan de maand april die erop volgt : dit is ook het geval voor de jaren 1936, 1938, 1957, 1977, 1989, 1991, 2012, 2017 en 2021.
- 1888 - Het regent 29 dagen op 31. Het is de maand maart met het meeste aantal regendagen.
- 1912 - In Ukkel komt tijdens deze maand maart geen enkele vorstdag voor. Dit uitzonderlijke feit komt nogmaals voor in het jaar 1983, 2003, 2012, 2014 en 2017.
- 1917 - Met een gemiddelde temperatuur van 2,5 °C – een maand januari waardig – is dit de koudste maand maart van de eeuw in Ukkel (normale gemiddelde temperatuur: 5,9 °C).
- 1931 - De maand maart is zeer zonnig. In Ukkel tekenen we een record op met 206 uur zonneschijn (normaal: 120 uur).
- 1957 - De gemiddelde temperatuur van maart bedraagt voor Ukkel 9,5 °C (normaal: 5,9 °C). Ex aequo met 1991, is dit de warmste maand maart van de eeuw.
- 1980 - In Ukkel is het de somberste maand maart van de eeuw. De zon scheen slechts 55 uur (normaal: 140 uur).
- 1983 - Zoals in 1912 kennen we tijdens deze maand maart geen enkele vorstdag in Ukkel.
- 1988 - Het neerslagtotaal van de maand maart bedraagt 138,1 mm (normaal: 53,6 mm). Dit is de natste maand maart van de 20ste eeuw.
- 1991 - In Ukkel bedraagt de gemiddelde temperatuur van de maand maart 9,5 °C (normaal: 5,9 °C). Dit is de warmste maand maart van de eeuw, ex aequo met 1957.
- 1993 - Tijdens de maand maart valt er slechts 4,2 mm neerslag in Ukkel (normaal: 53,6 mm). Dit is een recordwaarde voor de maand maart. Dit is ook de tweede droogste maand van de eeuw, na januari 1997. De maand telt ook slechts drie neerslagdagen (normaal: 18 dagen): ook dit is een record voor de maand maart.
- 2003 - Deze maand maart telt geen enkele vorstdag in Ukkel, net zoals maart 1912, 1983, 2012, 2014 en 2017.
- 2008 - Dit is de natste maart sinds begin van de waarnemingen.
- 2011 - Zonnigste maart sinds 1931 met 204 uur (gemiddelde sinds 1981: 114 uur). Er zijn ook slechts 7 neerslagdagen (gemiddeld: 17,8).
- 2012 - Hoogste gemiddelde luchtdruk ooit gemeten (1027,1, normaal: 1015,7).
- 2014 - Hoogste gemiddelde maximumtemperatuur te Ukkel met 14.1 °C.
- 2017 - Warmste maart te Ukkel sinds het begin van de waarnemingen in 1833 met 9.6 °C.
- 2018 - Laatste ijsdag in maart sinds 1888 met max -0.1 °C te Ukkel.[17] (19 maart)
- 2022 - Zonnigste maart sinds 1887 met 227 uur zonneschijn te Ukkel (normaal 125 uur). Daarnaast was het ook de droogste maart sinds 1833 met slechts 2.2 mm neerslag te Ukkel (normaal 59.3 mm).